# 京都工業会
公益社団法人京都工業会（きょうとこうぎょうかい、英語: Kyoto Industrial Association, Inc.）は、京都府にある工場または工業に関係のある事業所、およびその団体で構成する公益法人。京都経済4団体（京都商工会議所、京都経済同友会、京都経営者協会）のひとつ。

## 沿革
- 1957年 - 京都府機械金属工業連合会が発足
- 1962年 - 社団法人に移行、京都機械金属工業会に改名、京都市右京区に京都工業会館を建設
- 1968年 - 京都工業会に改編
- 2012年 - 公益社団法人に移行
- 2019年 - 事務所を京都市右京区西京極（京都工業会館）から下京区へ移転[1]

### 歴代会長
- 1998年 - 2004年 ：藤原菊男（島津製作所）
- 2004年 - 2006年 ：田中千秋（日本電池）
- 2006年 - 2010年 ：矢嶋英敏（島津製作所）
- 2010年 - 2016年 ：服部重彦（島津製作所）
- 2016年 - 2018年 ：依田誠（ジーエス・ユアサコーポレーション）
- 2018年 - 2022年 ：中本晃（島津製作所）
- 2022年 - ：村尾修（ジーエス・ユアサコーポレーション

## 京都工業会館
1962年の建設以来、京都市右京区西京極豆田町2番地に京都工業会館を所有していたが、工業会の移転に伴い2019年に解体。跡地はホリデイスポーツクラブ京都店となっている。